# Diòcesi de Truentum
La diòcesi de Truentum (en llatí: Dioecesis Truentina) és una seu suprimida i seu titular de l'Església Catòlica.

## Història
Truentum, antiga ciutat dels picentins, a la desembocadura del riu homònim, fou seu episcopal en els primers segles del cristianisme.
D'aquesta diòcesi es coneix un sol bisbe, Vidal, que en 483, va ser enviat a Constantinoble per Fèlix III com a llegat seu en el delicat tema d'Acaci de Constantinoble. Per tenir estrets vincles amb Pere Monge d'Alexandria, al seu retorn a Itàlia en 485 va ser deposat del seu càrrec i excomunicat. Va morir al maig de 495.
Avui Truentum sobreviu com seu episcopal titular; l'actual arquebisbe, a títol personal,és Mario Roberto Cassari, nunci apostòlic a Malta.

## Cronologia de bisbes
- Vidal † (cap el 483 - 485 deposat)

## Cronologia de bisbes titulars
- Michael Ryan Patrick Dempsey † (2 de maig de 1968 - 8 de gener de 1974 mort)
- Francesco Colasuonno † (6 de desembre de 1974 - 21 de febrer de 1998 nomenat cardenal diaca de Sant'Eugenio)
- Mario Roberto Cassari, des del 3 d'agost de 1999